# Malena Rydell
Malena Rydell, Klara Martina Malena Rydell, född 14 januari 1976, är en svensk kulturskribent, musikrecensent och redaktör.

## Biografi
Rydell var från år 2012 en av två chefredaktörer för tidskriften Arena. Hon skriver även i Sydsvenskan och Dagens Nyheter. Hon har tidigare varit kulturredaktör på tidskriften Stockholm City och redaktör för den feministiska tidskriften Bang.
Efter en tid på Dagens Nyheter anställdes hon 2017 som redaktör vid SvD Kultur. Där organiserade hon hösten samma år #metoo-uppropen #tystnadtagning och #medvilkenrätt tillsammans med Erika Hallhagen.

## Övrigt
Rydell blev känd i radio 2005 genom låten "Go to hell miss Rydell" där Pelle Carlberg sjöng av sig frustrationen efter att hans band Edson blivit nedskrivet i en recension av Malena Rydell och det telefonssamtal som följde mellan de två efter recensionens publicering.